# Bousbecque
Bousbecque (Nederlands: Busbeke of Boesbeke) is een gemeente in het Franse Noorderdepartement (Frans: département du Nord) (regio Hauts-de-France) en telde op 1 januari 2022 4.956 inwoners. De plaats maakt deel uit van het arrondissement Rijsel. Het dorp ligt langs de Leie, tussen Wervicq-Sud en Halluin.

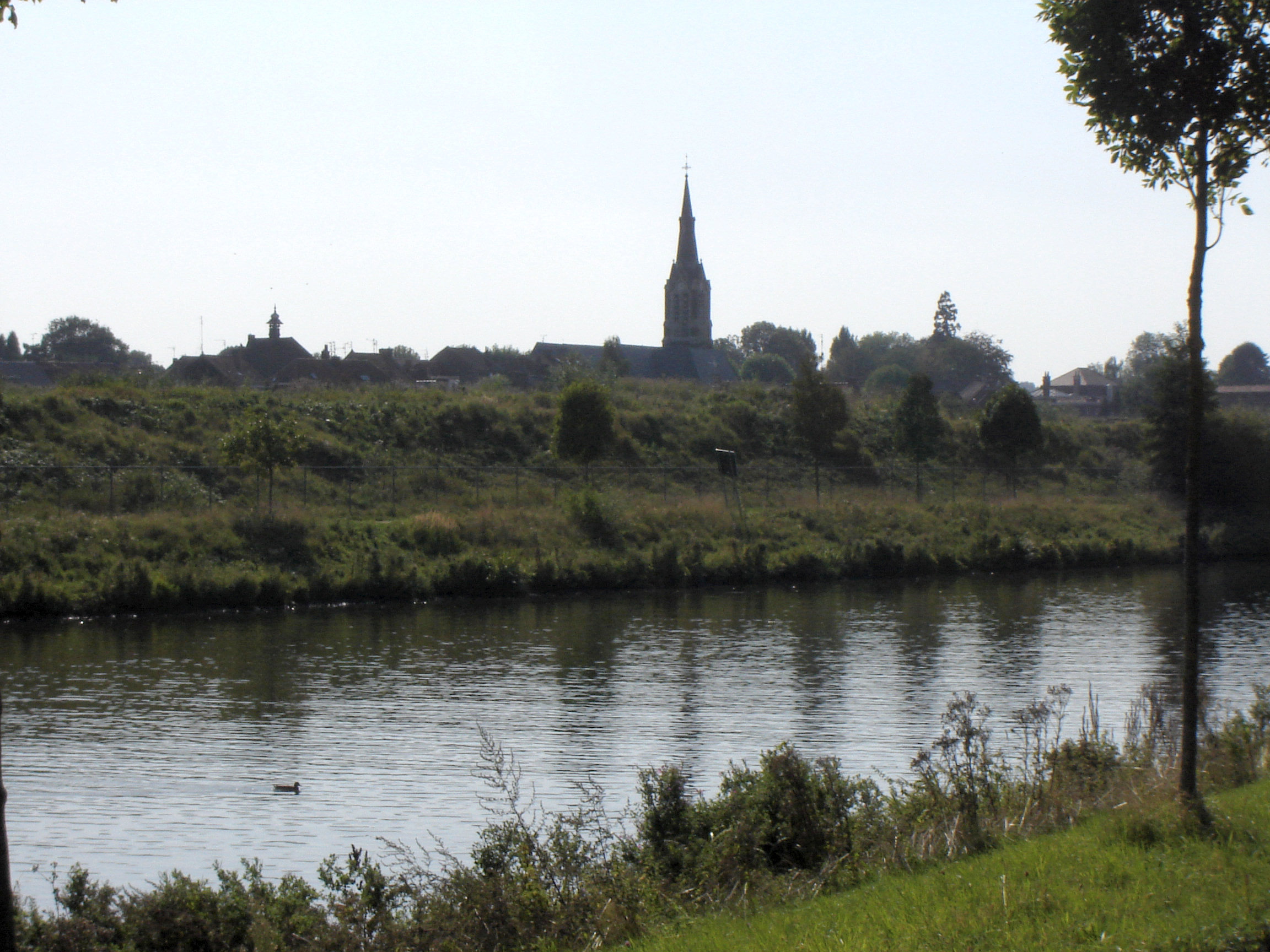
Bousbecque en Sint-Maartenskerk, gezien vanaf de Belgische oever van de Leie

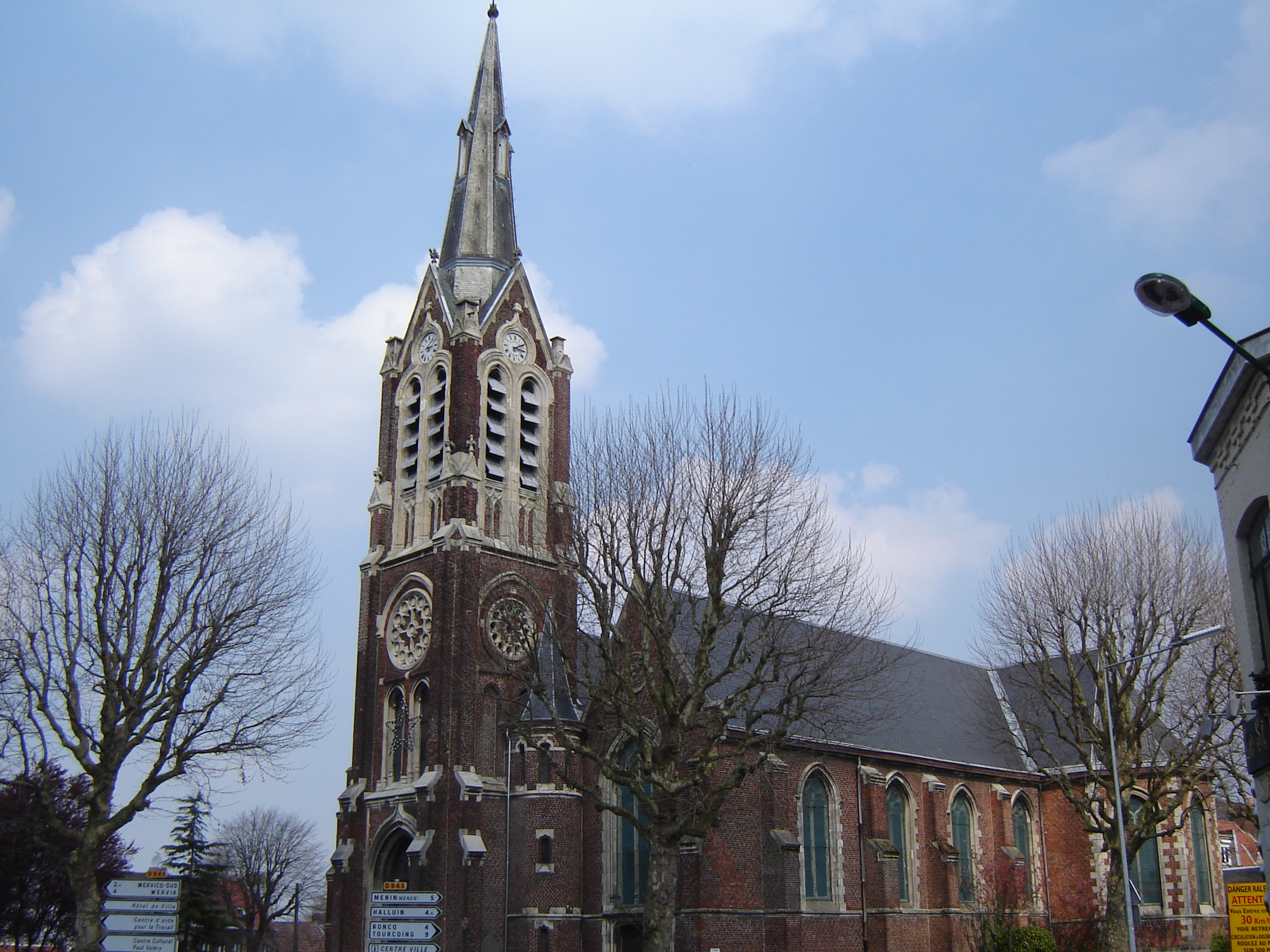
Eglise Saint-Martin

## Geografie
De oppervlakte van Bousbecque bedroeg op 1 januari 2022 6,44 vierkante kilometer; de bevolkingsdichtheid was toen 769,6 inwoners per km².

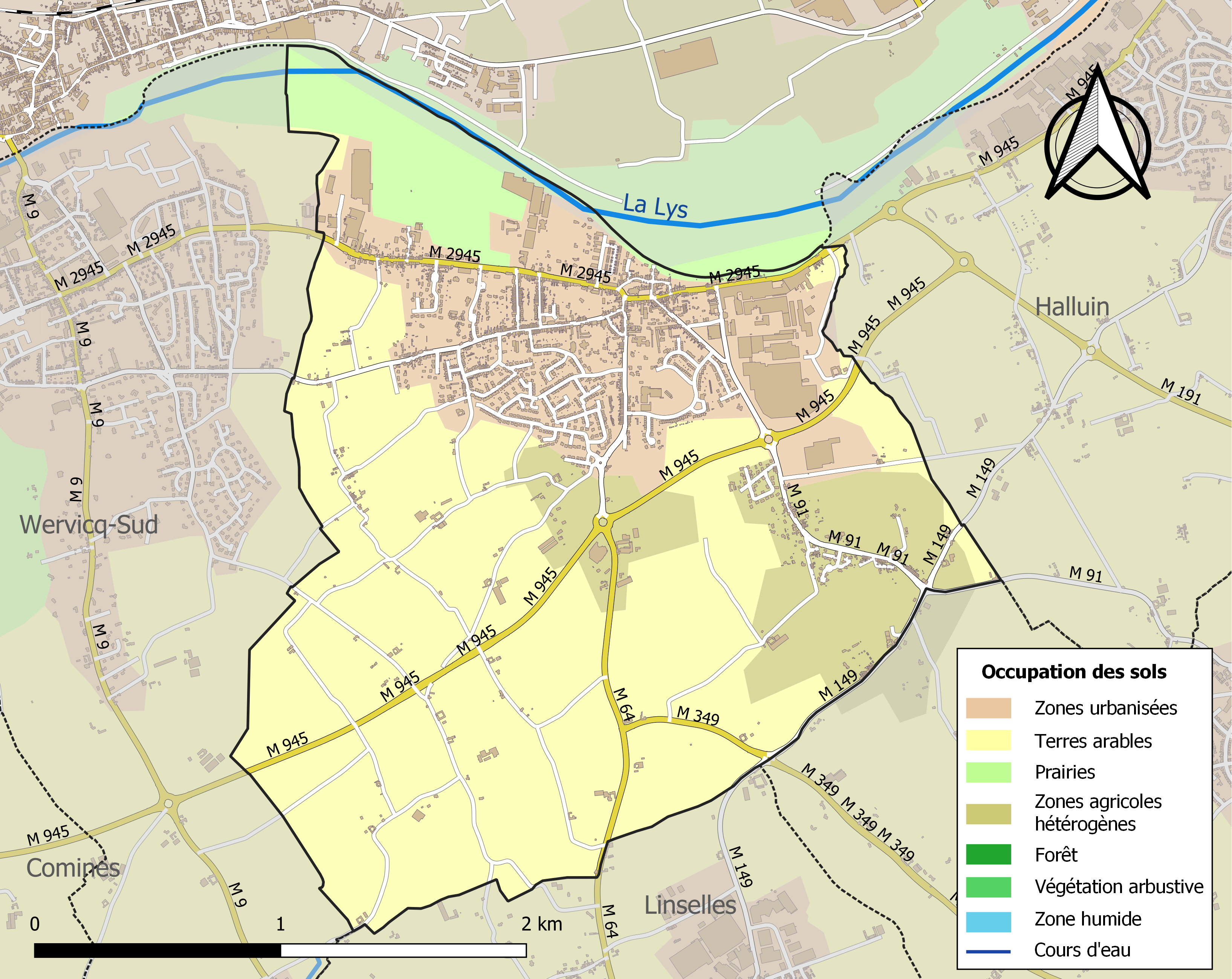
Kaart van de gemeente met belangrijkste infrastructuur, bodemgebruik en omliggende gemeenten

## Geschiedenis
De origine van de naam Busbeke is terug te leiden naar de West-Vlaamse woorden "Busch" en "Beke", die duidelijk maken dat het dorp ontstond aan een beek in een bos. Het dorp werd voor het eerst in geschriften vermeld in 1143 als zijnde Busbeca. De huidige Franstalige plaatsnaam (Bousbecque) is hiervan afgeleid en is een Franstalige fonetische nabootsing.
Gezien de oude Romeinse Heerweg van Doornik naar Wervik door Bousbecque loopt, kan vermoed worden dat het dorp reeds in de Gallo-Romeinse tijden bewoond was.
De heerlijkheid Busbeke, die eerst "de Rume" werd genaamd, werd als baronie opgericht in 1600. Van de families Van Lys gaat de baronie over naar de families Pontenerie en later door huwelijk aan de familie Ghiselin. De bekendste van de Ghiselins, Georges Ghiselin, behorende tot de omgeving van aartshertog Maximiliaan van Oostenrijk, werd in 1487 door de revolterende Bruggelingen onthoofd.
In Busbeke verslaat Turenne het leger van de prins de Ligne alvorens Komen (Comines) in te palmen.
Ogier van Boesbeeck, die ambassadeur van keizer Ferdinand I van Oostenrijk was en diplomatieke functies in Constantinopel betrok, zou vanuit het Midden-Oosten vele planten en bloemen in de Lage Landen introduceren: de tulp, de bloembol, de hyacint, de lila.

## Bezienswaardigheden
- De Sint-Maartenskerk (Église Saint-Martin)
- Op de Begraafplaats van Bousbecque staat een oorlogsmonument voor de Fransen die sneuvelden in verschillende oorlogen. Rond het monument liggen een aantal Franse oorlogsgraven en ook zes Britse oorlogsgraven.
- Het Deutscher Soldatenfriedhof Bousbecque, een Duitse militaire begraafplaats met meer dan 2300 gesneuvelden uit de Eerste Wereldoorlog.

## Natuur en landschap
Bousbecque ligt op de rechteroever van de Leie op een hoogte van ongeveer 19 meter.

## Demografie
Onderstaande figuur toont het verloop van het inwonertal (bron: INSEE-tellingen).
Bron: Frans bureau voor statistiek. Cijfers inwoneraantal volgens de definitie "population sans doubles comptes"

## Industrie
Bousbecque heeft onder meer de volgende industrie gekend: vlasverwerking, linnen brandweerbuizen, closetpapier, meubelen, glycerine, rubber riemen.

## Economie
Bousbecque had al zeer vroeg een textielnijverheid. Er is sprake van het verwerken van vlas ten tijde van Julius Caesar. In 1352 bekwamen de stoffeerders van Busbeke hun eigen stempel waarmee ze hun goederen mochten merken. De textielnijverheid kwam in moeilijkheden eind de 19de eeuw. Dit onder meer door de concurrentie uit Rusland. Er werd geleidelijk overgeschakeld op de fabricatie van papier. Deze activiteit wordt tot op vandaag verdergezet. De grootste industriële werkgevers in het dorp zijn de afdeling van de Finse multinational Ahlstrom en het bedrijf Wepa, beiden actief in de papiernijverheid. Sinds maart 2013 worden deze bedrijven terug bevoorraad met grondstoffen die aangevoerd worden over de Leie.

## Nabijgelegen kernen
Halluin, Wervicq-Sud, Roncq, Linselles